# Крапивенская волость (Жиздринский уезд)
Крапивенская волость — волость Жиздринского уезда Калужской (с 1920 — Брянской) губернии. Административный центр — село Крапивна.

## История
Крапивенская волость образована в ходе реформы 1861 года. Первоначально в состав волости входило 11 селений: села Крапивна и Веснины, деревни Большие Речицы, Бобровка, Любовка, Петуховка, Сотникова (Тургеневка), Хоревка, Чухлова, а также Ковровские и Косые выселки.
На 1880 год в составе волости числилось 6 369 десятин земли. Население волости составляло в 1880 году — 3 889, в 1896 — 5 064, в 1913 — 6 970 человек.
В волости было 2 церковных прихода. Один находился в селе Крапивна — Церковь Иконы Божией Матери Казанской. «Кирпичная трёхпрестольная одноглавая церковь с трёхъярусной колокольней построена в 1891 тщанием прихожан вместо деревянной. Закрыта в сер. XX в. В 1950 здание переоборудовано под мастерские и склад зерна, затем разобрано на кирпичи. На месте церкви в 2019—2020 построен храм Александра Невского». Второй церковный приход — Церковь Илии Пророка, располагался в селе Веснины. «Кирпичная однопрестольная церковь с трёхъярусной колокольней построена в 1878 тщанием прихожан и жертвователей. Закрыта и разрушена в сер. XX в. На месте церкви стоит опора ЛЭП».
1 апреля 1920 года Жиздринский уезд и Крапивенская волость в его составе были перечислены в Брянскую губернию.
В 1924—1926 годах, при укрупнении волостей, Крапивенская, Соповская и Холмищенская волости вошли в состав Плохинской.
В 1929 году Брянская губерния и все её уезды были упразднены, а их территория вошла в состав новой Западной области.
С 1944 года территория Крапивенской волости относится к Ульяновскому району Калужской области.